# Megaselia amplifrons
Megaselia amplifrons är en tvåvingeart som beskrevs av Borgmeier 1962. Megaselia amplifrons ingår i släktet Megaselia och familjen puckelflugor. Inga underarter finns listade i Catalogue of Life.